# エスケィオー
SKO株式会社（エスケイオー、SKO CO.,LTD.）とは、大阪府八尾市に本社を置く、日本のファスナーメーカーである。

## 概要
1970年6月1日に大阪府八尾市にて、『サンコースライドファスナー工業』を創業。金属ファスナーの加工を始める。その後1986年に台湾企業との提携工場を竣工。オリジナルブランドとして、『SKOファスナー』の生産開始。取扱品目はファスナーをはじめ縫製資材全般にわたる。日本国内においてはファスナー業界第2位。

## 沿革
- 1970年 - 創業者、中川將が大阪府八尾市にてサンコースライドファスナー工業を創業
- 1981年 - サンコー商会と改称
- 1986年 - 台湾企業と提携。工場を新設、SKOファスナーの生産を開始
- 1986年 - 商標を「SKO」とする
- 1993年 - 八尾市南本町に本社ビル・工場を竣工
- 1994年 - 韓国より縫製資材の直輸入を開始
- 1995年 - 法人改組し、株式会社エスケィオー設立
- 1996年 - 八尾市南本町に第二工場新設
- 2000年 - 中国より縫製資材の直輸入を開始
- 2006年 - 本社工場 ISO 9001:2000を取得
- 2010年 - 創業40周年を迎え、代表取締役社長に中川育信が就任
- 2014年 - 中国本土にて、SKOファスナーの販売開始
- 2015年 - 台湾に営業所を開設
- 2016年 - 経営革新計画認証企業となる
- 2017年 - 八尾市南本町に第三工場新設
- 2020年 - 創業50周年を迎える
- 2022年 - SKO株式会社に社名変更
- 2023年 - 八尾市高美町に第四工場新設